# Wybory parlamentarne w Dżibuti w 2013 roku
Wybory parlamentarne w Dżibuti odbyły się 22 lutego 2013 roku. Zwyciężyła w nich rządząca Unia na rzecz Większości Prezydenckiej, na którą zagłosowało 61,47% wyborców. Opozycyjna Unia na rzecz Krajowego Bezpieczeństwa zdobyła 35,57% głosów. Frekwencja wyborcza wyniosła 69,2%.
Były to pierwsze od 2003 roku wybory, do których przystąpiła opozycja reżimu prezydenta Ismaila Omara Guelleha. Obywatele Dżibuti wybierali 65 przedstawicieli do Zgromadzenia Narodowego na 5-letnią kadencję. Uprawnionych do głosowania było 176 878 obywateli Dżibuti.
Naprzeciw wspólnej listy ugrupowań proprezydenckich Unia na rzecz Większości Prezydenckiej (UMP) stanęła opozycyjna Unia na rzecz Krajowego Bezpieczeństwa (USN), która w ostatnich wyborach parlamentarnych z 2008 roku nie wzięła udziału. Opozycja wybory te zbojkotowała. Bojkot został spowodowany odrzuceniem przez rząd zmiany ordynacji na proporcjonalną. Zwolennicy UMP argumentowali, że ordynacja proporcjonalna może spowodować zaburzenie równowagi plemiennej i konflikt na wzór tego w sąsiedniej Somalii. Liderem USN-u jest Ahmed Youssouf Houmed. W wyborach oprócz dwóch koalicji wystartowała również partia Centrum Zjednoczonych Demokratów (CDU), której liderem jest Omar Elmi Khaireh.

## Wyniki
|  | Partia                                       | Głosy   | Procent | Mandaty |
|  | -------------------------------------------- | ------- | ------- | ------- |
|  | Unia na rzecz Większości Prezydenckiej (UMP) | 73 817  | 61,5%   | 43      |
|  | Unia na rzecz Zbawienia Narodowego (USN)     | 42 721  | 35,6%   | 21      |
|  | Centrum Zjednoczonych Demokratów (CDU)       | 3 554   | 3,0%    | 1       |
|  | Głosy nieważne                               | 2 241   |         |         |
|  | Razem (frekwencja 69,2%)                     | 122 333 | 100%    | 65      |

## Reakcje
Opozycja uznała, że podczas wyborów doszło do licznych naruszeń.